# Glenea nobilis
Glenea nobilis là một loài bọ cánh cứng trong họ Cerambycidae.